# Hrvatski trg, Ljubljana
Hrvatski trg je eden izmed trgov v Ljubljani.

## Zgodovina
Trg so leta 1910 preimenovali kot Hrvatski trg; predhodno je bil znan kot Trg sv. Petra zaradi tam ležeče cerkve sv. Petra.
Trg je prvotno kot park uredil mestni vrtnar Anton Lap, nato pa so ga v letih 1938–39 preuredili po načrtih Jožeta Plečnika. Tako so postavili ovalni oporni zid z diagonalnimi potmi in krožnjo potjo ter postavili kiosk in na južni del trga prestavili spomenik padlim vojakom prve svetovne vojne iz šempeterske župnije, katerega je naredil Vladimir Šubic.
Leta 2009 je bil trg, kot Plečnikovo delo, razglašen za kulturni spomenik državnega pomena.

## Urbanizem
Na trg je na severu omejen z Ilirsko, na vzhodu s Njegoševo, na jugu s Trubarjevo in na zahodu s sklopom zgradb.

## Javni potniški promet
Na južnem delu trga se nahaja postajališče mestnih avtobusnih linij št. 5 in N5, preko trga pa vozita tudi liniji št. 9 in 25.

### Postajališče MPP
smer vzhod - zahod
| postajališče        | št. linije |
| ------------------- | ---------- |
| 402012 Hrvatski trg | 5, N5      |